# Drezdenko (plaats)
Drezdenko (Duits: Driesen) is een stad in het Poolse woiwodschap Lubusz, gelegen in de powiat Strzelecko-drezdenecki. De oppervlakte bedraagt 10,74 km², het inwonertal 10.421 (2005).

## Verkeer en vervoer
- Station Drezdenko
- Station Nowe Drezdenko

## Geboren
- Adam Krieger (1634), barokcomponist
- Natalia Kaczmarek (1998), atlete